# Cigoitia
Cigoitia (oficialmente en euskera: Zigoitia) es un municipio español de la provincia de Álava, en la comunidad autónoma del País Vasco.

## Toponimia
El topónimo Cigoitia se cree que deriva de la expresión en lengua vasca Zuia goitia (Zuya de arriba), siendo Zuya el valle y municipio con el que limita Cigoitia al oeste.
En la Reja de San Millán, documento datado en 1025, se menciona la existencia de una Zuffia de Suso y otra Zuffia de Iuso, pertenecientes al alfoz de Divina. Por su localización geográfica comparativa, por la similitud del nombre y por el número de tributos que se les asignan (mucho mayores que los de una simple aldea y comparables a los de un valle); parece bastante claro que el topónimo Zuffia está relacionado con la voz moderna Zuya. También se menciona la existencia de una Zuhiabarrutia en el alfoz de Osingani.
Juan Antonio Llorente en su libro Noticias históricas de las tres Provincias Vascongadas (1807) identificó Zuffia de Suso con la moderna Cigoitia y Zuffia de Iusso con la moderna Zuya. Según comenta esta autor la traducción a la lengua vasca de la expresión suso es goitia. Así cabe suponer que el topónimo que los monjes riojanos escribían como Zuffia de Suso, se dijera localmente Zuffia-goitia.
En los siglos posteriores se encuentra registrado el nombre como Zuhigutia (1233), Çoygoitia (1257), Zuigoitia (1338), hasta aparecer finalmente como Cigoitia en 1457; mostrando la evolución del nombre a lo largo de la Edad Media. Sin embargo, parece que de manera oral se conservó la forma original entre los hablantes euskaldunes de la zona; de hecho, se ha recogido en fechas recientes la forma Suiguitixe (Zuigoitia) en boca de vascoparlantes nativos de Villarreal de Álava.
El vecino Zuffia de Yuso acabaría siendo conocido simplemente como Zuya. Sobre el significado final del topónimo Zuya, muchos autores creen que está relacionado con la palabra vasca zubia (el puente), que en ciertas ocasiones ha dado origen a la variante zufia en toponimoa. La evolución del topónimo habría podido ser la siguiente: Zubia ?-> Zuffia (1025) ->Zufia (1089) -> Zuia (1457) -> Zuya.
Como dato curioso, el principal curso fluvial de Cigoitia es el río Zubialde (lit.en euskera zona de puentes); que toma el nombre de río Zaya cuando abandona el municipio en dirección a la Llanada alavesa.
El hecho de que Cigoitia esté más alta que la vecina Zuya, explicaría el nombre de Zuya de Arriba. También hay que constatar la existencia de fuertes vínculos históricos entre ambos valles; ya que Cigoitia perteneció históricamente a la Cuadrilla de Zuya.
Zigoitia es la forma normalizada del topónimo en lengua vasca, acorde a la pronunciación actual del nombre en este idioma y la ortografía moderna del euskera. En 1995 fue adoptada por el ayuntamiento como denominación oficial del municipio. Fue publicado por el BOE el 13 de septiembre de 1996.
En 2013 se excavó en la localidad la mayor fosa común del País Vasco en la guerra civil española

## Demografía
Cigoitia cuenta con una población de 1844 habitantes (INE 2024).
| Gráfica de evolución demográfica de Cigoitia entre 1842 y 2021 |
| |
| Población de derecho según los censos de población del INE Población de hecho según los censos de población del INEEn estos censos se denominaba Cigoitia: 1842, 1857, 1860, 1877, 1887, 1897, 1900, 1910, 1920, 1930, 1940, 1950, 1960, 1970, 1981 y 1991 |

| Gráfica de evolución demográfica de Cigoitia entre 1988 y 2011 |
|                                                                |

## Economía
En la parte más meridional del término municipal, junto al pueblo de Echávarri-Viña se encuentra el Centro Comercial Gorbeia, inaugurado en 2001. En el Parque Comercial Gorbeia se pueden encontrar tiendas especializadas en jardinería, muebles y decoración, bricolaje, textil, electrodomésticos, ocio, restauración y un hipermercado de Carrefour.
Este centro comercial se encuentra comunicado por una autovía con el barrio vitoriano de Lakua, del que le separan poco más de 6 km de distancia; por lo que en buena medida da servicio a la cercana ciudad de Vitoria.

## Administración y política

### Gobierno municipal
| Partido político                                              | 2019  | 2019       | 2015  | 2015       | 2011  | 2011       | 2007  | 2007       | 2003        | 2003        | 1999  | 1999       | 1995  | 1995       |
| Partido político                                              | %     | Concejales | %     | Concejales | %     | Concejales | %     | Concejales | %           | Concejales  | %     | Concejales | %     | Concejales |
| Euskal Herria Bildu (EH Bildu)-Bildu                          | 44,05 | 4          | 36,28 | 4          | —     | —          | —     | —          | —           | —           | —     | —          | —     | —          |
| Euzko Alderdi Jeltzalea-Partido Nacionalista Vasco (EAJ-PNV)  | 35,71 | 4          | 19,84 | 2          | 14,07 | 1          | 18,29 | 2          | 58,59       | 7           | 31,15 | 3          | 35,65 | 3          |
| Partido Socialista de Euskadi-Euskadiko Ezkerra (PSE-EE PSOE) | 9,79  | 1          | 3,06  | 0          | 5,96  | 0          | 10,04 | 1          | 14,69       | 1           | 5,55  | 0          | —     | —          |
| Partido Popular del País Vasco (PP)                           | 6,45  | 0          | 7,26  | 0          | 10,44 | 1          | 8,69  | 1          | 16,72       | 1           | 11,52 | 1          | 4,63  | 0          |
| Sarragoa                                                      | —     | —          | 31,52 | 3          | 32,69 | 3          | 23,89 | 2          | —           | —           | —     | —          | —     | —          |
| Eusko Alkartasuna (EA)                                        | —     | —          | —     | —          | 34,05 | 4          | 15,02 | 1          | Con PNV     | Con PNV     | 17,07 | 2          | 19,79 | 1          |
| Eusko Abertzale Ekintza-Acción Nacionalista Vasca (EAE-ANV)   | —     | —          | —     | —          | —     | —          | 20,57 | 2          | —           | —           | —     | —          | —     | —          |
| Euskal Herritarrok (EH)-Herri Batasuna (HB)                   | —     | —          | —     | —          | —     | —          | —     | —          | Ilegalizado | Ilegalizado | 28,73 | 3          | 26,02 | 2          |
| Ezker Batua-Berdeak (EB-B)                                    | —     | —          | —     | —          | —     | —          | 1,06  | 0          | 5,78        | 0           | —     | —          | —     | —          |
| Unidad Alavesa (UA)                                           | —     | —          | —     | —          | —     | —          | —     | —          | 1,09        | 0           | 4,13  | 0          | 11,41 | 1          |

### Elecciones generales
| Logo | Partido político                                     | Votos | %     |
| ---- | ---------------------------------------------------- | ----- | ----- |
|      | Unidos Podemos (Podemos-IU-Equo)                     | 289   | 31,08 |
|      | Euskal Herria Bildu (EH Bildu)                       | 197   | 21,18 |
|      | Partido Nacionalista Vasco (EAJ-PN)                  | 188   | 20,22 |
|      | Partido Popular (PP)                                 | 132   | 14,19 |
|      | Partido Socialista Obrero Español (PSOE)             | 94    | 10,11 |
|      | Ciudadanos-Partido de la Ciudadanía (Cs)             | 22    | 2,37  |
|      | Partido Animalista Contra el Maltrato Animal (PACMA) | 3     | 0,32  |
|      | Unión Progreso y Democracia (UPyD)                   | 2     | 0,22  |

### Organización territorial

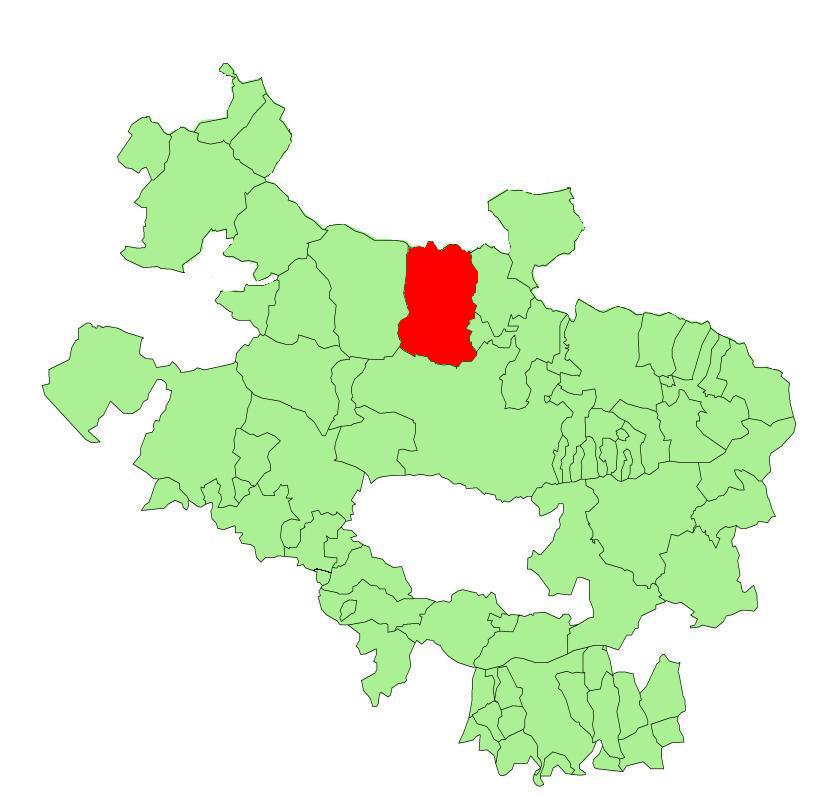
Extensión del municipio en la provincia de Álava

Los 17 concejos que componen el municipio son:
| Concejo                 | Nombre oficial                  | 2000 | 2005 | 2010 | 2015 | 2019 |
| ----------------------- | ------------------------------- | ---- | ---- | ---- | ---- | ---- |
| Acosta                  | Acosta/Okoizta                  | 67   | 55   | 70   | 76   | 67   |
| Apodaca                 | Apodaka                         | 136  | 143  | 159  | 160  | 151  |
| Berrícano               | Berrikano                       | 82   | 90   | 111  | 117  | 134  |
| Buruaga                 | Buruaga                         | 41   | 43   | 43   | 49   | 41   |
| Cestafe                 | Zestafe                         | 52   | 47   | 51   | 39   | 36   |
| Echagüen                | Etxaguen                        | 60   | 67   | 78   | 81   | 86   |
| Echávarri-Viña          | Etxabarri Ibiña                 | 248  | 257  | 329  | 323  | 320  |
| Eribe                   | Eribe                           | 46   | 54   | 68   | 64   | 65   |
| Gopegui                 | Gopegi                          | 93   | 140  | 239  | 273  | 263  |
| Larrínoa                | Larrinoa                        | 14   | 11   | 11   | 14   | 28   |
| Letona                  | Letona                          | 32   | 35   | 42   | 44   | 41   |
| Manurga                 | Manurga                         | 59   | 69   | 71   | 79   | 80   |
| Mendarózqueta           | Mendarozketa                    | 39   | 44   | 51   | 50   | 50   |
| Murúa                   | Murua                           | 108  | 127  | 144  | 151  | 142  |
| Olano                   | Olano                           | 17   | 23   | 24   | 21   | 22   |
| Ondátegui               | Ondategi                        | 114  | 127  | 147  | 161  | 166  |
| Záitegui                | Zaitegi                         | 34   | 43   | 42   | 46   | 40   |
| Diseminados de Cigoitia | (no adscritos a ningún concejo) | -    | 3    | 14   | 17   | 15   |

La capitalidad del municipio recae en Ondátegui, en cuyos terrenos se ubica el ayuntamiento. Los servicios municipales se reparten entre Gopegui y Ondátegui.

## Cultura
La agrupación coral Mairu Abesbatza se creó en marzo de 2008 en el Valle de Cigoitia, bajo la dirección de Jesús Etayo y con la colaboración de Elena Makeeva. Actualmente está compuesto por 32 voces mixtas.
La primera actuación tuvo lugar el 26 de julio de 2008, con motivo de la celebración de las fiestas patronales del Ayuntamiento de Cigoitia. Aunque en los primeros momentos se llevaron a cabo conciertos en los pueblos de alrededor, ya en 2009 se comenzaron a realizar intercambios con otras agrupaciones corales, los cuales les llevaron hasta el Valle de Camargo en 2010. Desde su formación ha mantenido una actividad constante en este sentido, aunque cabe destacar la participación en bodas, bautizos y numerosos funerales. Los encuentros corales forman parte de su agenda asiduamente. En el año 2012 se programaron alrededor de 12 actuaciones, entre las que se encuentran el intercambio con la Schola Cantorum de Lérida (llevado a cabo en mayo) y con el Coro Renacimiento de San Petersburgo (Rusia), realizado en julio. En agosto de 2013 Mairu Abesbatza participó en el festival The Singing World de San Petersburgo, lo que supuso su primera experiencia internacional.
Su director, Jesús Miguel Etayo, posee una larga trayectoria en el mundo coral. Realizó sus estudios superiores de Guitarra en los conservatorios de Bilbao y Vitoria. Por sus manos han pasado agrupaciones tan remarcables como el Grupo Vocal Samurki, con el que recibió el premio de Autol (La Rioja). Actualmente también dirige al Coro Harana.